# Velturno
Velturno (en allemand, Feldthurns) est une commune italienne d'environ 3 000 habitants située dans la province autonome de Bolzano dans la région du Trentin-Haut-Adige, dans le Nord-Est de l'Italie.

## Administration
| Période                                  | Période | Identité | Étiquette | Qualité |
| ---------------------------------------- | ------- | -------- | --------- | ------- |
|                                          |         |          |           |         |
| Les données manquantes sont à compléter. |         |          |           |         |

### Hameaux
Caerna, Snodres, San Pietro Mezzomonte, Giovignano

### Communes limitrophes
Les communes limitrophes sont  Bressanone, Chiusa, Funes et Varna.